# Editando tele
Editando tele es un programa de televisión argentino que presenta resúmenes de los hechos más relevantes sucedidos en los medios de comunicación, centrado en la actualidad, el humor y el repaso de los archivos del mundo del espectáculo. La primera temporada fue presentada por el director teatral José María Muscari y la actriz Stefanía Roitman, siendo estrenada el 13 de noviembre de 2019 por la Televisión Pública Argentina. La segunda temporada, dejó el canal público por la llegada de Alberto Fernández a la Presidencia de la Nación y se estrenó el 20 de abril de 2020, fue presentada por Mariano Peluffo y televisada por Net TV. La tercera temporada del programa fue conducida por Diego Korol y lo reemplazó a Luis Piñeyro antes que era panelista es su conductor actual.

## Formato
El programa muestra informes o resúmenes con tintes humorísticos de todos aquellos momentos que resaltaron en los programas de televisión de la Argentina durante la semana con la finalidad de ser analizados y debatirlos. Además, suelen recordar los hechos más históricos de la farándula.

## Equipo

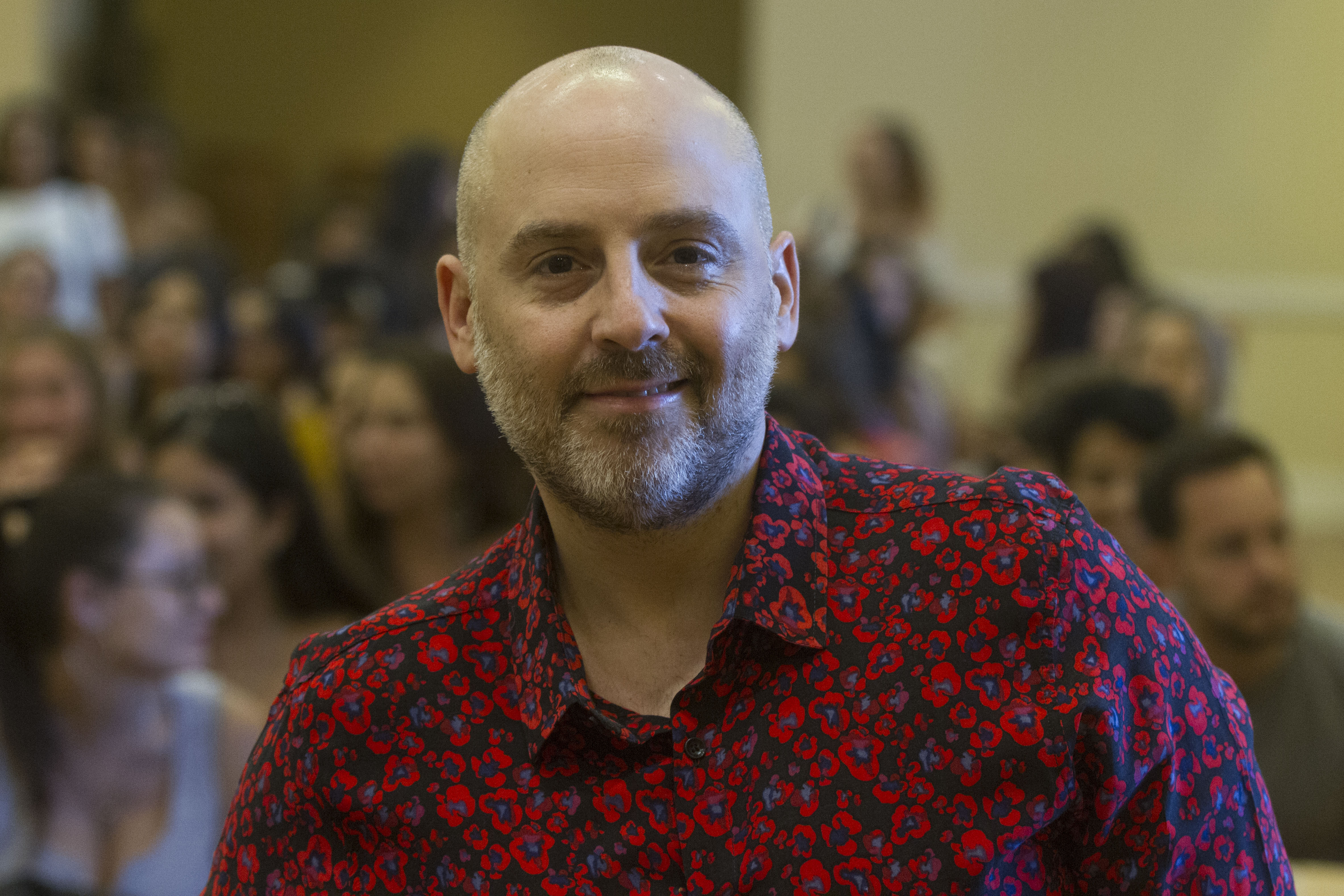
José María Muscari, fue conductor de la primera temporada del programa, junto a Stefanía Roitman.

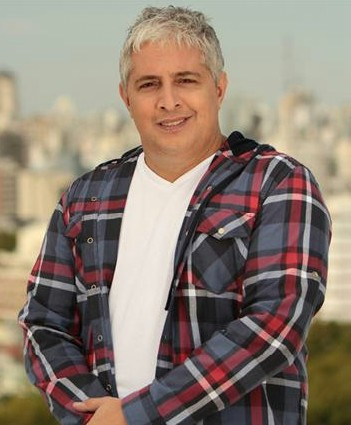
Mariano Peluffo, fue conductor de la segunda temporada del programa.

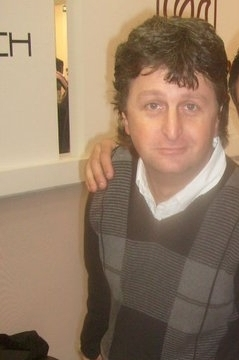
Diego Korol fue conductor la tercera temporada del programa.

### Conductores
- José María Muscari (2019)
- Stefanía Roitman (2019)
- Mariano Peluffo (2020-2021)
- Diego Korol (2021)
- Luis Piñeyro (2021-presente)

### Panelistas
- Luis Piñeyro (2020-2021)
- Ángeles Balbiani (2020-2023)
- Rochi Cuenca (2020)
- Paula Galloni (2021)
- Tomás Dente (2021-2022)
- Gabriel Oliveri (2021-2022)
- Pablo Muney (2021-2023, 2023-presente)
- Valentina Caff (2021-2023)
- Álvaro Norro (2021-presente)
- Melina Fleiderman (2021-2023)
- Daniela Celis (2023)[4]
- Romina Uhrig (2023)
- Juan Ignacio Castañares (2023)
- Juliana Díaz (2023)
- Maximiliano Giudici (2023)
- Silvina Scheffler (2023-presente)
- Pablo Montagna (2024-presente

### Locutores
- Nicolás Mereles (2020-2021)
- Alejandro "Pollo" Cerviño (2021-2023)
- Carla "Calu" Bonfante (2023-presente)

## Temporadas
| Temporada | Temporada | Episodios | Episodios | Emisión original        | Emisión original        | Emisión original |
| Temporada | Temporada | Episodios | Episodios | Primera emisión         | Última emisión          | Cadena           |
| --------- | --------- | --------- | --------- | ----------------------- | ----------------------- | ---------------- |
|           | 1         | 33        | 33        | 13 de noviembre de 2019 | 27 de diciembre de 2019 | TV Pública       |
|           | 2         | 173       | 173       | 20 de abril de 2020     | 30 de diciembre de 2020 | Net TV           |
|           | 3         | 250       | 250       | 4 de enero de 2021      | 30 de diciembre de 2021 | Net TV           |
|           | 4         | —         | —         | 3 de enero de 2022      | 30 de diciembre de 2022 | Net TV           |

## Cambio de canal
Editando tele originalmente fue un proyecto televisivo estrenado por la TV Pública como  una apuesta para refrescar la pantalla del canal en el horario final del prime time para aumentar su público. El programa en su primera emisión midió 0.9 de rating y con el paso de la semanas logró mejorar sus números, sin embargo, el 29 de diciembre de 2019 se anunció que la emisora decidió renovar su programación y el contrato del ciclo ya estaba finalizado, por lo cual, fue reemplazado por un ciclo de películas titulado Cine Argentino.
En abril de 2020, Kuarzo Entertainment Argentina, la productora del programa, decide reflotar el programa en la pantalla de Net TV con un equipo totalmente nuevo y también como reemplazo de Cuestión de peso, ya que la pandemia por el Covid-19 implicó el aislamiento declarado por decreto presidencial y los participantes del ciclo no podían salir de sus casas, ya que son pacientes de riesgo, por lo cual, se vieron obligados a finalizar el programa. Es así, como Mariano Peluffo pasó a ser el conductor de Editando tele y sumaron a Luis Pineyro, Ángeles Balbiani y Rochi Cuenca en el rol de panelistas.

## Premios y nominaciones
| Lista de premios y nominaciones | Lista de premios y nominaciones | Lista de premios y nominaciones                          | Lista de premios y nominaciones | Lista de premios y nominaciones | Lista de premios y nominaciones | Lista de premios y nominaciones |
| Año                             | Organización                    | Categoría                                                | Nominado/a (s)                  | Resultado                       | Ref(s)                          |                                 |
| ------------------------------- | ------------------------------- | -------------------------------------------------------- | ------------------------------- | ------------------------------- | ------------------------------- | ------------------------------- |
| 2021                            | Premios Martín Fierro           | Mejor Conducción en Programa Humorístico o de Actualidad | Diego Korol                     | Nominado                        | [ 9 ]                           |                                 |